# Peter Jackson
Peter Robert Jackson (Wellington, 31 de octubre de 1961) es un director, guionista y productor de cine neozelandés, conocido especialmente por dirigir, producir y coescribir la trilogía cinematográfica de El Señor de los Anillos: La Comunidad del Anillo (2001), Las dos torres (2002) y El retorno del Rey (2003); así como su precuela, la trilogía de El hobbit: Un viaje inesperado (2012), La desolación de Smaug (2013) y La batalla de los Cinco Ejércitos (2014). Es ganador de tres premios Óscar, un Globo de Oro y tres BAFTA, entre otros galardones. En 2013 fue nombrado miembro de la prestigiosa Orden de Nueva Zelanda.

## Biografía
Peter Jackson nació el 31 de octubre de 1961 en Wellington, capital de Nueva Zelanda, y se crio en Pukerua Bay, siendo hijo de inmigrantes ingleses. A los nueve años vio King Kong y desde entonces quiso ser director de cine. Realizó cortometrajes con la cámara de vídeo que le regalaron sus padres. Jackson comenzó su carrera realizando filmes en su tiempo libre, entre los que destaca Mal gusto (Bad Taste, 1987), rodado el mismo año de su boda con Fran Walsh. Se trata de un film gore con el que consiguió notoriedad en el Festival de Cannes, comenzando así su carrera profesional en el cine y que le permitió acceder al mundo de Hollywood. Sin embargo, al contrario de otros compatriotas, ha permanecido en su país realizando sus otros proyectos: durante este tiempo fue adquiriendo o creando negocios para producir filmes en Nueva Zelanda.

## Influencias e inspiración
Jackson tiene varias películas como influencias. Es sabido que Jackson tiene pasión por King Kong, citándolo a menudo como su personaje favorito y la película de 1933 como la que le inspiró al principio de su vida. Jackson recuerda intentar rehacer King Kong cuando tenía doce años. En la Convención Internacional de Cómics de San Diego de 2009, mientras era entrevistado junto a James Cameron, director de Titanic (1997) y Avatar (2009), Jackson dijo que ciertas películas «le dieron una patada». Mencionó las películas de Martin Scorsese Goodfellas (1990) y Casino (1995). Jackson también dijo que la película Waterloo (1970) le inspiró en su juventud.

## Carrera

### Primeras películas
Mal gusto (Bad Taste, 1987) es la primera película de Jackson, que filmó con la ayuda de sus amigos durante su tiempo libre. Está dirigida, escrita y producida por Peter Jackson, y se ha convertido en una película de culto. La trama gira en torno a un grupo de extraterrestres que llegan a Nueva Zelanda, para secuestrar personas y convertirlas en comida.
En su segunda película, Meet the Feebles (1989), Jackson utilizó marionetas en una divertida producción en la que demuestra talento como creador de originales historias. Trata sobre un grupo de teatro musical. Sin embargo, su boom como autor de culto se disparó con Braindead (1992), una película gore entre comedia y terror (ambigüedad debida en buena parte a su trama atrozmente sangrienta) con la cual ganó abundantes premios. Esta película es considerada una de las más gore de la historia.
Después realizó la película Criaturas celestiales (Heavenly creatures, 1994), protagonizado por Kate Winslet, una película que se basa en hechos reales sucedidos en Nueva Zelanda. Este filme le permitió probar una manera de hacer cine «más normal», pero sin dejar su humor negro. Con esta película lograría su primera nominación a los premios Óscar como mejor guion y también fue premiado en el Festival de Venecia como mejor director.
Tras la anterior, Jackson realizó La verdadera historia del cine (Forgotten Silver, 1995), un falso documental sobre las aventuras de un cineasta, y al año siguiente la película The Frighteners (1996), protagonizada por Michael J. Fox, en la que mezclaba comedia, ciencia ficción y thriller.

### El Señor de los Anillos
Pero realmente Jackson ha llegado a ser famoso por dirigir la trilogía de El Señor de los Anillos, una detrás de otra durante tres años. con El Señor de los Anillos: la Comunidad del Anillo ganó 4 premios Óscar de 13 nominaciones, El Señor de los Anillos: las dos torres recibió 2 de 6 nominaciones a los premios Óscar y fue en la última película de la trilogía, El Señor de los Anillos: el retorno del Rey, cuando Jackson consiguió el premio por mejor película, como mejor director y uno más como mejor guionista; en total la película conseguiría ganar los 11 premios a los que estaba nominada, igualando así a Ben-Hur, de William Wyler, y Titanic, de James Cameron.
Como curiosidad, Peter hizo breves cameos en cada una de las películas de los Anillos. En La Comunidad del Anillo actuó como un aldeano de Bree, en Las dos torres hizo de rohir y en El retorno del Rey apareció en uno de los barcos corsarios de los hombres del sur junto a otros miembros del equipo, recibiendo una flecha de Legolas en el pecho en la versión extendida de la película.

### King KongyThe Lovely Bones
Su siguiente película, King Kong, de 2005, fue un remake del clásico de 1933, King Kong, cumpliendo así su sueño de la infancia. En 2009 estrenó The Lovely Bones, basada en una novela de Alice Sebold, donde cuenta la historia de Susie Salmon, una joven que ha sido asesinada y observa a su familia y a su ejecutor desde el cielo, debatiéndose entre saciar su sed de venganza y el deseo de que su familia se recupere.

### El hobbit
A finales de 2007 se hizo público su acuerdo con las compañías Metro-Goldwyn-Mayer y New Line Cinema para llevar la producción ejecutiva de dos películas basadas en la novela El hobbit, que más tarde se decidiría ampliar a tres filmes. El rodaje se realizó entre marzo de 2011 y julio de 2012, el estreno de la primera entrega se llevó a cabo el 14 de diciembre de 2012, y los de las otras dos el 13 de diciembre de 2013 y el 17 de diciembre de 2014.
En un principio iban a ser dirigidas por el realizador mexicano Guillermo del Toro, ya que Jackson estaba ocupado preparando la adaptación de Las aventuras de Tintín junto a Steven Spielberg, pero Del Toro se descolgó del proyecto por los retrasos en el comienzo de la filmación, debidos a los problemas económicos de la productora MGM. En octubre de 2010 se confirmó que Peter Jackson no solo sería el productor sino también el director de las cintas. Según se rumorea, la producción contó con un presupuesto total de 500 millones de dólares estadounidenses, convirtiéndolo en el proyecto más caro de la historia.[cita requerida]

### Mortal Engines
El 25 de noviembre de 2016, Universal comunicó que Jackson y Fran Walsh, la pareja detrás de las trilogías El Señor de los Anillos y El hobbit, retornaban a la pantalla grande con la película Mortal Engines, adaptación cinematográfica de la galardonada serie de libros homónima de ciencia ficción de Philip Reeve, siendo estrenada el 14 de diciembre de 2018. Jackson ejerció como productor y guionista, siendo dirigida por Christian Rivers.

### Futuros proyectos
El 19 de diciembre de 2014, Jackson declaró estar interesado en realizar la adaptación cinematográfica de El Silmarillion, pero para ello necesitaba la aprobación de los herederos de J. R. R. Tolkien, los cuales no se habían mostrado muy conformes con respecto a sus otras adaptaciones de la Tierra Media. Por otra parte, el 3 de julio de 2017 Variety informó que el juicio entre Warner Bros. Pictures y la Fundación Tolkien, debido a que esta última demandó en 2012 a la empresa por infringir los derechos de autor y violar el contrato que habían firmado para llevar al cine las novelas de Tolkien, había llegado a su fin. La batalla judicial que existía entre el estudio y la fundación creada por la familia de J. R. R. Tolkien acabó con un "acuerdo amistoso" entre ambas partes, abriéndose la puerta a una nueva relación empresarial y con ello a nuevas películas basadas en la Tierra Media.
En 2011 se estrenó la película de Las aventuras de Tintín: el secreto del Unicornio, de Steven Spielberg, que fue producida por Jackson. Especulaciones iniciales apuntaban a una adaptación de la historieta El templo del Sol, pero el propio Jackson la descartó posteriormente.

### They Shall Not Grow Old
El 22 de enero de 2018, se informó que Jackson estaba preparando una película en 3D para conmemorar el centenario del fin de la Primera Guerra Mundial, como parte de una serie de celebraciones en el Reino Unido en las que también participaba el director Danny Boyle. Con su documental They Shall Not Grow Old formó parte del programa oficial de eventos culturales del centenario citado conocido como “14-18 NOW”, estrenándose en el Festival de Cine de Londres BFI el 16 de octubre del mismo año.

## Vida personal
Desde 1987, Jackson está casado con Fran Walsh, con la que tiene dos hijos: Billy y Katie. La madre de Jackson, Joan, murió tres días antes del estreno mundial de El Señor de los Anillos: la Comunidad del Anillo y hubo una presentación especial de la película tras su funeral. Jackson es un entusiasta de la aviación y posee una colección de aviones. Además, tiene gran afición en hacer cameos en sus películas, como, por ejemplo, en El Señor de los Anillos.

## Filmografía

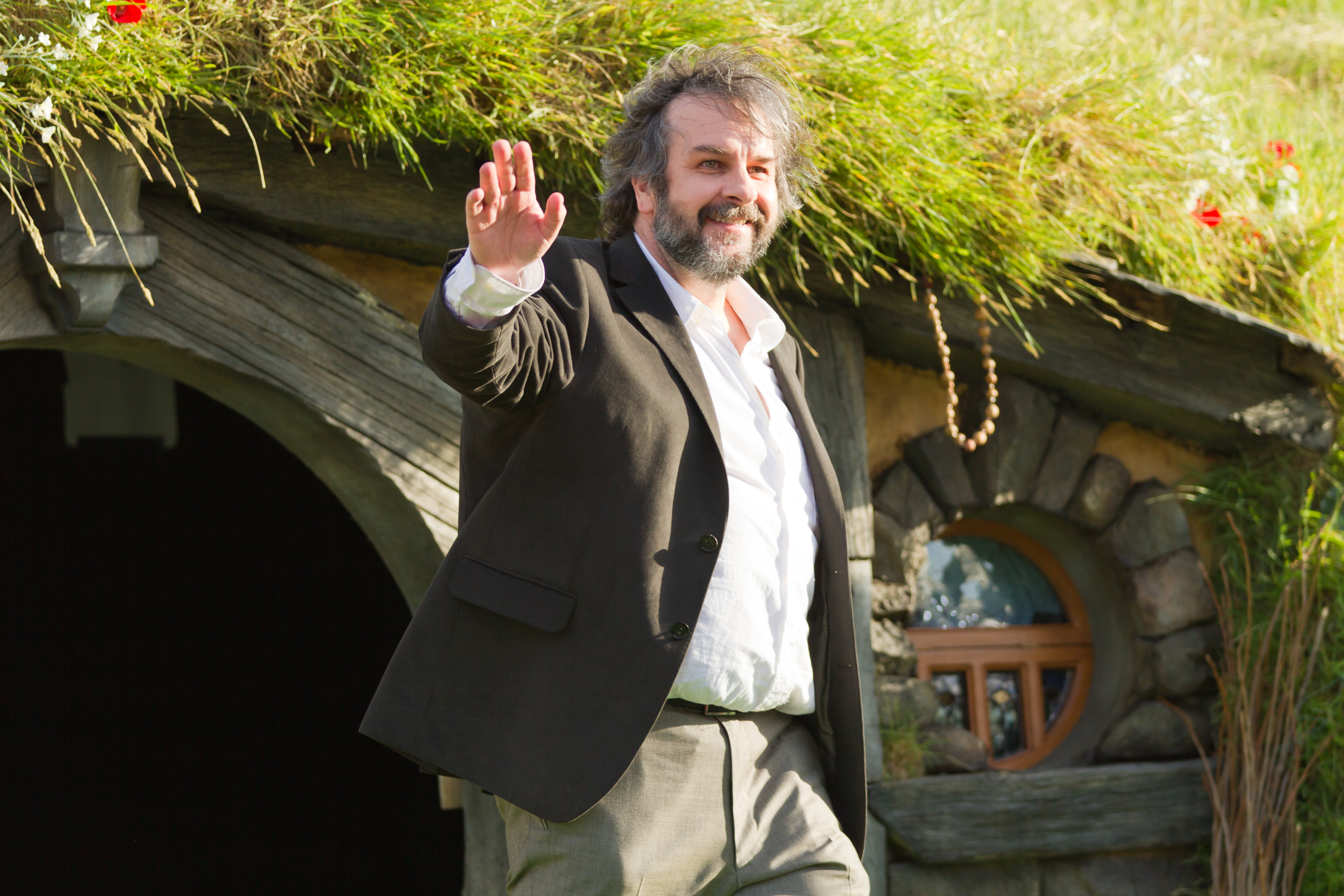
Peter Jackson en el preestreno mundial de El hobbit: un viaje inesperado en noviembre de 2012.

| Año  | Película                                          | Rol      | Rol       | Rol       | Notas                                        |
| Año  | Película                                          | Director | Guionista | Productor | Notas                                        |
| ---- | ------------------------------------------------- | -------- | --------- | --------- | -------------------------------------------- |
| 1976 | The Valley                                        | Sí       |           |           |                                              |
| 1987 | Mal gusto                                         | Sí       | Sí        | Sí        | También actor. Interpreta a tres personajes. |
| 1989 | Meet the Feebles                                  | Sí       | Sí        | Sí        |                                              |
| 1992 | Valley of the Stereos                             |          |           | Sí        |                                              |
| 1992 | Braindead                                         | Sí       | Sí        |           |                                              |
| 1994 | Un loco genial                                    |          | Sí        | Sí        |                                              |
| 1994 | Criaturas celestiales                             | Sí       | Sí        | Sí        |                                              |
| 1995 | La verdadera historia del cine                    | Sí       | Sí        | Sí        | Documental                                   |
| 1996 | The Frighteners                                   | Sí       | Sí        | Sí        |                                              |
| 2001 | El Señor de los Anillos: la Comunidad del Anillo  | Sí       | Sí        | Sí        |                                              |
| 2002 | El Señor de los Anillos: las dos torres           | Sí       | Sí        | Sí        |                                              |
| 2003 | The Long and Short of It                          |          |           | Sí        | Productor ejecutivo                          |
| 2003 | El Señor de los Anillos: el retorno del Rey       | Sí       | Sí        | Sí        |                                              |
| 2005 | King Kong                                         | Sí       | Sí        | Sí        |                                              |
| 2008 | Crossing the Line                                 | Sí       | Sí        |           | Cortometraje                                 |
| 2009 | District 9                                        |          |           | Sí        |                                              |
| 2009 | The Lovely Bones                                  | Sí       | Sí        | Sí        |                                              |
| 2011 | Las aventuras de Tintín: el secreto del Unicornio |          |           | Sí        |                                              |
| 2012 | West of Memphis                                   |          |           | Sí        | Documental                                   |
| 2012 | El hobbit: un viaje inesperado                    | Sí       | Sí        | Sí        |                                              |
| 2013 | El hobbit: la desolación de Smaug                 | Sí       | Sí        | Sí        |                                              |
| 2014 | El hobbit: la batalla de los Cinco Ejércitos      | Sí       | Sí        | Sí        |                                              |
| 2018 | Mortal Engines                                    |          | Sí        | Sí        |                                              |
| 2018 | Ellos no envejecerán                              | Sí       |           | Sí        | Documental sobre la Primera Guerra Mundial   |
| 2021 | The Beatles: Get Back                             | Sí       |           | Sí        | Documental sobre The Beatles                 |

## Premios y nominaciones

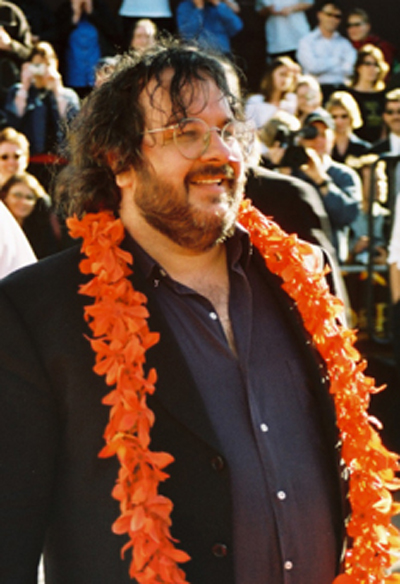
Peter Jackson en el estreno mundial de El Señor de los Anillos: el retorno del Rey en Wellington.

Premios Óscar
| Año  | Categoría            | Trabajo nominado                                 | Resultado |
| ---- | -------------------- | ------------------------------------------------ | --------- |
| 1995 | Mejor guion original | Criaturas celestiales                            | Candidato |
| 2002 | Mejor película       | El Señor de los Anillos: la Comunidad del Anillo | Candidato |
| 2002 | Mejor director       | El Señor de los Anillos: la Comunidad del Anillo | Candidato |
| 2002 | Mejor guion adaptado | El Señor de los Anillos: la Comunidad del Anillo | Candidato |
| 2003 | Mejor película       | El Señor de los Anillos: las dos torres          | Candidato |
| 2004 | Mejor película       | El Señor de los Anillos: el retorno del Rey      | Ganador   |
| 2004 | Mejor director       | El Señor de los Anillos: el retorno del Rey      | Ganador   |
| 2004 | Mejor guion adaptado | El Señor de los Anillos: el retorno del Rey      | Ganador   |
| 2010 | Mejor película       | District 9                                       | Candidato |

Premios BAFTA
| Año  | Categoría            | Trabajo nominado                                 | Resultado |
| ---- | -------------------- | ------------------------------------------------ | --------- |
| 2001 | Mejor película       | El Señor de los Anillos: la Comunidad del Anillo | Ganador   |
| 2001 | Mejor director       | El Señor de los Anillos: la Comunidad del Anillo | Ganador   |
| 2001 | Mejor guion adaptado | El Señor de los Anillos: la Comunidad del Anillo | Candidato |
| 2002 | Mejor película       | El Señor de los Anillos: las dos torres          | Candidato |
| 2002 | Mejor director       | El Señor de los Anillos: las dos torres          | Candidato |
| 2002 | Mejor guion adaptado | El Señor de los Anillos: las dos torres          | Candidato |
| 2003 | Mejor película       | El Señor de los Anillos: el retorno del Rey      | Ganador   |
| 2003 | Mejor director       | El Señor de los Anillos: el retorno del Rey      | Candidato |
| 2003 | Mejor guion adaptado | El Señor de los Anillos: el retorno del Rey      | Ganador   |
| 2018 | Mejor documental     | They Shall Not Grow Old                          | Candidato |

Premios Globo de Oro
| Año  | Categoría      | Trabajo nominado                                 | Resultado |
| ---- | -------------- | ------------------------------------------------ | --------- |
| 2002 | Mejor director | El Señor de los Anillos: la Comunidad del Anillo | Candidato |
| 2003 | Mejor director | El Señor de los Anillos: las dos torres          | Candidato |
| 2004 | Mejor director | El Señor de los Anillos: el retorno del Rey      | Ganador   |
| 2006 | Mejor director | King Kong                                        | Candidato |

Festival Internacional de Cine de Venecia
| Año  | Categoría     | Trabajo nominado      | Resultado |
| ---- | ------------- | --------------------- | --------- |
| 1994 | León de Plata | Criaturas celestiales | Ganador   |